# Галышев, Виктор Львович
Ви́ктор Льво́вич Га́лышев (1892 — 12 августа 1940) — военный, полярный лётчик, первый лётчик-спасатель СССР (1930), участник спасения челюскинцев (1934), пионер воздухоплавания Восточной Сибири и Дальнего Востока.
Участник Первой мировой и Гражданской войн. Последнее воинское звание в царской армии — штабс-капитан, квалификация — военный лётчик. Беспартийный.

## Биография
Галышев Виктор Львович родился в 1892 году в городе Суджа Курской губернии России.
В 1912 году — окончил Александровское военное училище в Москве, подпоручик 159-го пехотного Гурийского полка.

### Военная служба
Служил в царской армии, в составе 31-го корпусного авиаотряда, 12-го истребительного авиаотряда и 1-го гидроавиаотряда Балтийского флота, участник Первой Мировой войны, трижды был ранен, контужен.
В 1916 году — летнаб (летчик-наблюдатель/штурман) 32-го корпусного разведывательного авиаотряда.
В 1917—1918 гг. — командир авиаотрядов Российского императорского военно-воздушного флота.
С 15 августа 1918 года — во 2-й авиационной группе Народной Армии Воздушного флота 5-й армии (Казань).
16 августа 1918 года — приказом № 3 от 16 августа 1918 года по Управлению начальника ВФ при штабе Народной Армии — назначен командиром 7-го авиаотряда, 4-го и 33-го авиаотрядов в армии Колчака (1918—1920), где был разжалован.
В 1920 году — перешёл на сторону Красной Армии.
В 1920 году — учёба на авиационных курсах командного состава РККА, назначен инспектором авиации Воздушного флота Восточно-Сибирской советской армии (ВССА).
В 1920—1921 гг. — служил в Рабоче-Крестьянском Красном Воздушном флоте Западного фронта РККА под командованием Михаила Тухачевского.
В 1921 году принимал активное участие в подавлении Тамбовского восстания, в боях с басмачами в Средней Азии.

### Гражданская служба
В 1922 года — демобилизовался, участвовал в формировании 1-й (Ташкент — Алма-Ата) авиалинии Среднеазиатского отделения Всероссийского общества «Добролет», которая открылась в 1924 году, лётчик самолёта Юнкерс-F13 в Узбек-Таджикском территориальном управлении ГВФ (Гражданский воздушный флот) на линиях Ташкент — Алма-Ата, Ташкент — Каган, Каган — Хива, Каган — Дюшамбе (Душанбе).
В 1926 году — зачислен в Восточно-Сибирское управление ГВФ.
В 1926 году — совершил первый в Сибири зимний коммерческий рейс (за пушниной) по маршруту Красноярск — Туруханск на самолёте Юнкерс-F13 «Моссовет» за 36 дней (с посадками и поломками), проведя в воздухе 20 часов 30 минут.
22 июля 1926 года — на самолёте «Моссовет» открыл первую международную линию по маршруту Верхнеудинск — Усть-Кяхта — Алтан — Булак — Урга (Улан-Батор) Бурят-Монгольской воздушной линии. Это день стал днем рождением регулярной авиалинии в Бурятии.
В 1928 году — заместитель начальника управления Сибирских воздушных линий.
В 1929 году — работал на Иркутской линии Иркутск — Бодайбо — золотые прииски.
В январе 1931 года — на самолёте АНТ-9 (ПС-9) совершил рейс по маршруту Москва — Иркутск.
В 1933 году в тяжелейших зимних условиях первым пересёк на самолёте Верхоянский хребет, перелетев 28-29 марта с авиамотористом Б. Лаушкиным из села Крест-Хальджай в Оймякон. Конечной целью перелёта был Средникан, однако на аэродроме в Оймяконе не запасли достаточного количества бензина, и 31 марта Галышеву пришлось вернуться в Крест-Хальджай.
В 1934 году — назначен командиром 11-го гидроавиаотряда в Иркутске. Принимал участие в компоновке кабины самолёта АРКЗ-1 (арктический Злоказова-1), спроектированного и построенного в коллективе Иркутских авиаремонтных мастерских.
В октябре 1934 года — назначен командиром Ленской авиагруппы Управления полярной авиации (УПА) Главного управления Северного морского пути (Главсевморпуть, ГУСМП).
В январе 1935 года — совершил перелёт на самолёте АНТ-7 (СССР-Н-62) из Москвы в Тикси.
21 апреля 1935 года — совершил перелёт на самолёте Юнкерс-W-33 из Иркутска в Тикси.

### Спасательные операции
В сентябре 1928 года — участник поисковой операции лётчика Отто Кальвица. Он пропал севернее устья Лены, в районе Ляховских островов. Оказалось, что Кальвиц потерпел аварию около Булуна, у него сломался коленчатый вал. Его подобрала баржа. С баржи доставил лётчика до Якутска.
В октябре 1929 года — участник розыска французского пилота Коста, совершавшего кругосветный перелёт и пропавший в степях Маньчжурии. Оказалось, что 29 сентября 1929 года самолёт «Бреге-19» обогнул озеро Байкал и прошёл над Киренском и Баргузином, а затем над станицей Даурия пересёк китайскую границу невдалеке от ст. Пограничная. По другой версии, летел через район Читы и станции Борзя и Даурия и перелетел советско-китайскую границу в 40 км юго-восточнее станции Маньчжурия. Самолёт Коста совершил благополучную посадку в Цицикаре, пройдя 9610 км без посадки (по прямой — 8000 км) и побив предыдущий рекорд дальности, поставленный итальянцами Феррарином и Дель-Прете (7180 км).
С 30 января по апрель 1930 года — на самолёте Юнкерс-W-33 «СССР-182» провёл первую в истории Арктики операцию по эвакуации воздушным путём пассажиров с застрявшего во льдах парохода «Ставрополь» (капитан П. Г. Миловзоров) у мыса Северный (ныне Отто Шмидта) на Чукотке. Сделал три рейса в бухту Лаврентия (расстояние 600 км), перевёз 15 человек, в том числе нескольких детей, одного новорождённого.
В 1934 году принял участие в спасении челюскинцев. Командир спасательной группы (авиазвена) в составе Ивана Доронина и Михаила Водопьянова. Вылетели 17 марта 1934 года из Хабаровска в Анадырь. Из-за поломки самолёта ПС-4 (Юнкерс-W-33) — отказал мотор — не долетел до лагеря челюскинцев, остался в Анадыре на десять дней. 26 марта 1934 года вылетел из Анадыря в Уэлен. Перевозил челюскинцев из с. Ванкарем в бухту Провидения.

### Жертва сталинских репрессий
В 1938 году арестован за ослабление дисциплины и за связи с Тухачевским.
В феврале 1939 года освобождён по заступничеству председателя Совнаркома СССР Вячеслава Молотова.
Вспоминает ветеран якутской авиации В. Протодьяконов:
Неожиданно в феврале 1939 года мне дали указание взять Виктора Львовича из тюрьмы и организовать его отправку в Москву на лечение. Как и всё непонятное, эта, я бы сказал, невероятная команда сверху — а таким было внезапное освобождение из тюрьмы Галышева — обрастала легендами. Вот одна из них. Передавали друг другу шёпотом, под большим секретом, что Виктор Львович смог передать из тюрьмы письмо Ворошилову, с которым был лично знаком ещё со времен Гражданской войны, и тот распорядился выпустить Галышева. Тогда этому верили. Теперь-то мы знаем, что «первый маршал» не торопился выручать не только своих знакомых, но даже близких соратников, безвинно отданных на заклание.

Я на руках вынес неправдоподобно лёгкого, донельзя истощённого и истерзанного Галышева за пределы страшного учреждения и привёз на повозке, запряжённой лошадью, в общежитие авиагруппы, где для него подготовили комнату (жена Галышева жила в Иркутске). Два месяца лежал он с отбитыми почками и печенью, переболевший пневмонией. Когда медицина дала разрешение, в автобазе авиагруппы оборудовали на полуторке коробку и отправили Виктора Львовича в сопровождении врача на станцию Невер, что на транссибирской магистрали, а дальше поездом в Москву. Там Галышева поместили в больницу, где он и скончался в скором времени…
Умер 12 августа 1940 года.
Похоронен в Москве, на Новодевичьем кладбище (4-й участок, 23 ряд).

## Награды
- Три Георгиевских креста IV, III и II степеней «за храбрость и мужество» — в период Первой Мировой войны[27][28][29].
- Золотое оружие «За храбрость» (Георгиевское оружие)[7][8].
- Орден Красного Знамени (12.07.1921) — «за боевые операции» в Гражданскую войну, за воздушные бои с британскими самолётами — летающими «партами» «Авро 504», которые использовали интервенты и белогвардейцы; награждал лично М. Тухачевский[21][22].
- Нагрудный серебряный жетон президиума БурЦИК (1926) — за открытие первой Бурят-Монгольской международной линии.
- Орден Красной Звезды (17.08.1933) — «за выдающиеся лётные качества и участие в ряде спасательных экспедиций», в ознаменование Дня Воздушного Флота СССР.
- Увеличенный личный портрет с надписью «От треугольника управления» УПА ГУСМП (7 ноября 1933) — «за особо ударную производственную и общественную работу, за дисциплинированность».
- Орден Красной Звезды (20.04.1934) — «за проявление личного мужества и настойчивости достижения конечной цели» в челюскинской спасательной операции.

## Память
17 августа 2017 года на здании Аэропорт «Залив Лаврентия» в с. Лаврентия на Чукотке открыта мемориальная доска Виктору Галышеву силами Общественного совета по сохранению исторического наследия Дальнего Востока при ВООПИиК (Хабаровск).
В честь В. Л. Галышева в 1966 году была названа скала в Антарктиде (массив Вольтат) — открыта и нанесена на карту в 1961 г..